# Duas Faces: Ao vivo na Mangueira
Duas Faces: Ao vivo na Mangueira é um álbum ao vivo da cantora brasileira Alcione, lançado em 2012. O álbum foi resultado de um show da cantora na quadra de ensaios do GRES Estação Primeira de Mangueira, sua escola de samba, realizado no final de 2011. Ao vivo na Mangueira é o segundo de dois álbuns comemorativos dos 40 anos de carreira da cantora, sendo que o primeiro foi intitulado Duas Faces - Jam Session. O álbum foi indicado ao Grammy Latino de Melhor Álbum de Samba/Pagode em 2012.

## Antecedentes
No ano de 2011, a cantora comemorou 64 anos de vida e 40 anos de carreira, decidindo lançar um projeto em comemoração a sua extensa trajetória musical. O primeiro dos dois álbuns, Duas Faces - Jam Session, reúne canções menos conhecidas entre o repertório da artista e também canções inéditas em sua voz, como: "Rua Sem Sol", "Capim" e "Pela Rua", que segundo a própria cantora compuseram seu "repertório nas noites". O álbum conta ainda com a participação de nomes consagrados da música popular brasileira, como Maria Bethânia, Djavan, Martinho da Vila, Áurea Martins e Emílio Santiago, tendo sido gravado em formato acústico jam session na própria residência da artista, no Rio de Janeiro.
O segundo álbum do projeto marca o retorno da cantora ao formato de trabalho que a consagrou, o clássico álbum ao vivo, desta vez em apresentação gravada ao vivo na quadra de ensaios da Estação Primeira de Mangueira - escola de samba pela qual a cantora torce. O show, que inclui grandes sucessos comerciais de sua carreira, contou com a participação de Diogo Nogueira, Jorge Aragão e Leci Brandão. 

## Lista de faixas
| N.º | Título                                                      | Compositor(es)                                                      | Duração |  |
| 1.  | "Tem Dendê / Figa de Guiné"                                 | Nei Lopes Reginaldo Bessa                                           | 3:46    |  |
| 2.  | "Medo"                                                      | Vera Veríssimo Roberta Miranda                                      | 3:12    |  |
| 3.  | "Beco Sem Saída"                                            | Telma Tavares Roque Ferreira                                        | 3:02    |  |
| 4.  | "Não Me Entrego a Mais Ninguém"                             | Jeferson Jr. Umberto Tavares                                        | 4:57    |  |
| 5.  | "Verde-e-Rosa" (com Leci Brandão)                           | Silvio César                                                        | 4:43    |  |
| 6.  | "Chora, Coração"                                            | Altay Veloso Aladim                                                 | 3:57    |  |
| 7.  | "Mulher Bombeiro"                                           | Ruy Quaresma Nei Lopes                                              | 2:22    |  |
| 8.  | "Meu Ébano" (com MV Bill)                                   | Nenéo Paulinho Rezende                                              | 3:35    |  |
| 9.  | "Metade de Mim"                                             | José Augusto Paulo Sérgio Valle                                     | 4:21    |  |
| 10. | "Só Seu Amor Pra Me Salvar"                                 | Aladim Teixeira Altay Veloso                                        | 3:30    |  |
| 11. | "Velho Barco"                                               | Reginaldo Bessa Nei Lopes                                           | 2:59    |  |
| 12. | "Na Mesma Proporção" (com Jorge Aragão)                     | Jorge Aragão Nilton Barros                                          | 4:20    |  |
| 13. | "Jamaica a São Luís"                                        | Gerude Ciba Carvalho                                                | 4:21    |  |
| 14. | "Poder da Criação" (com Diogo Nogueira)                     | João Nogueira Paulo César Pinheiro                                  | 4:30    |  |
| 15. | "Duas Faces"                                                | Altay Veloso                                                        | 4:21    |  |
| 16. | "O Filho Fiel, Sempre Mangueira" (com Bateria da Mangueira) | Aílton Cesinha Maluco Alemão do Cavaco Xavier Pê Baianinho Zé Rifai | 3:06    |  |
| 17. | "Brasil de Oliveira da Silva do Samba"                      | Altay Veloso Paulo César Feital                                     | 5:44    |  |